# Tractat de Fontainebleau (1807)
|  | Per a altres significats, vegeu «Tractat de Fontainebleau». |

El Tractat de Fontainebleau fou un acord secret signat el 27 d'octubre de 1807 entre el Regne d'Espanya i el Primer Imperi Francès per a repartir-se Portugal.

## Antecedents
El 1806, veient impossible de llançar la projectada invasió del Regne Unit, Napoleó Bonaparte decretà el Bloqueig Continental. Portugal, aliat tradicional d'Anglaterra, refusà d'acatar-lo. Després d'intensa pressió diplomàtica sense obtenir un trencament clar de les relacions luso-britàniques, Napoleó decidí d'envair Portugal.
Napoleó cercà la cooperació d'Espanya, per on necessàriament havien de passar les tropes franceses. D'ací la signatura secreta del tractat de Fontainebleau (27 d'octubre de 1807), en funció del qual França i Espanya cooperarien en la invasió de Portugal i se'n repartirien les despulles.
A la monarquia espanyola, mentrestant, els problemes entre Ferran VII i el seu pare van acabar desencadenant el motí d'Aranjuez, en el qual l'aristocràcia es decantà cap a la seva banda, Ferran es va proclamar rei d'Espanya el març de 1808.

## El tractat
En el Tractat de Fontainebleau s'estableix que es repartiria el Regne de Portugal en tres regnes: el nou Regne de la Lusitània Septentrional, per a una filla de Carles IV, deposada del Regne d'Etrúria; el Principat dels Algarves (incloent-hi l'Alentejo), que governaria Manuel Godoy; i Lusitània Central (Trás-os-Montes, Estremadura i Beiras), que Napoleó es reservava com a moneda de canvi. Conseqüentment, Espanya permetia el trànsit de tropes franceses pel seu territori per tal que arribessin a Portugal.

## Conseqüències
Ja abans de signar-se el tractat, les tropes franceses penetraren a la Península. Pel novembre, un exèrcit franco-espanyol envaí Portugal, mentre la família reial portuguesa es refugiava al Brasil. Per ordre reial, l'exèrcit portuguès no presentà resistència.
El tractat de Fontainebleau no arribà a complir-se mai, ni tampoc és clar que Napoleó hagués tingut mai intenció de complir-lo: amb les tropes franceses ocupant tota la península, el 1808 Napoleó forçà la substitució dels Borbons per part de Josep I Bonaparte, sota una primera constitució (l'Estatut de Baiona). Però això provocà una insurrecció popular caòtica i la consegüent Guerra del Francès, que arrossegà el poble portuguès i la intervenció britànica.
Portugal restaurà la independència dins les fronteres tradicionals el 1811, amb l'expulsió definitiva de les tropes franceses. L'experiència creà esperances d'un canvi liberal que es veurien frustrades durant dècades; obrí el pas a la independència del Brasil; i contribuí a aguditzar la reticència portuguesa envers l'annexionisme espanyol.